# اسماعیل ی‌کا
اسماعیل یکا (به ترکی استانبولی: Ismail YK) با نام اصلی اسماعیل یورتسون (متولد ۵ ژوئیه ۱۹۷۸ هام، آلمان) آهنگساز و خواننده پاپ ترک و عضو گروه موسیقی یورت سون کارداشلر است. YK در نام وی از Yurtseven Kardeşler گرفته شده‌است که متعلق به زمانیست که وی و برادرانش در گروه یورت سون کارداشلر باهم می‌خواندند. اسماعیل یکا مهندس الکترونیک هست. ریشهٔ خانوادگی اسماعیل یکا سیواس، ترکیه می‌باشد. اسماعیل یکا از ۱۳ سالگی با برادراش کنسرت اجرا می‌کرد و از۱۷ سالگی به طور حرفه‌ای وارد موزیک شده، در ۱۸ سالگی عنوان دی جی رو کسب کرده و در ۲۶ سالگی اولین آلبوم خودش و با همکاری با فاتح آ ب ب در گروه جان کان آلبوم شاپور شوپور (به ترکی استانبولی: Şappur Şuppur) را روانه بازار کرد، که با استقبال علاقه‌مندان در ترکیه و آلمان روبرو گشت که این آلبوم وی در بیش از یک میلیون نسخه به فروش رسید. اسماعیل یکا در نوشتن شعر و ساخت موزیک استعداد خوبی دارد. در سال ۲۰۱۰ در جمهوری آذربایجان به عنوان برترین خوانندهٔ سال و همچنین به عنوان محبوبترین خواننده سال جایزه گرفت. اسماعیل یکا در شوبات ۲۰۱۱ به عنوان بت (از لحاظ علاقهٔ جوان‌ها) شناخته شد. اسماعیل یکا به زبان‌های آلمانی - ترکی - انگلیسی تسلط دارد.

## آدرس صفحات رسمی اسماعیل یکا-پیوند به بیرون
- Ismail YK official web site
- Ismail YK official facebook
- Ismail YK official twitter
- Ismail YK official youtube
- Ismail YK official instagram
- Ismail YK official youtube musicome
- Yurtseven Kardeşler official web site
- Ismail YK Bombabomba.com site
- Ismail YK Fan message board
- İsmail Yk Haydi Bastır